# Bendy and the Ink Machine
Bendy and the Ink Machine (abreviado muy a menudo como BATIM o más conocido como BENDY) es un videojuego de terror y supervivencia de formato episódico en primera persona independiente desarrollado y publicado por Joey Drew Studios. Inicialmente, fue lanzado a Game Jolt el 10 de febrero de 2017, como el primero de cinco capítulos, con un lanzamiento completo el 27 de octubre de 2018. Un relanzamiento para consolas, publicado por Rooster Teeth Games, fue lanzado el 20 de noviembre de 2018 mientras que un puerto para móviles fue lanzado el 21 de diciembre del mismo año. 
Ambientado en la década de 1930, el juego sigue a Henry Stein, un animador jubilado que regresa a su antiguo estudio de animación tras recibir una invitación de su antiguo jefe, descubriendo una aterradora pesadilla de dibujos animados traídos a la vida gracias a una máquina de tinta. 
Bendy and the Ink Machine recibió críticas mayormente positivas durante su lanzamiento inicial, siendo elogiado por su estética de la época e historia. En los meses posteriores a su lanzamiento, obtuvo rápidamente una gran cantidad de seguidores en plataformas como YouTube y Twitch, siendo finalmente aprobado para Steam a través de Steam Greenlight a mediados de 2017. Mercancía, así como un spin-off para móviles, fueron introducidos más tarde para promover aún más el juego. Mike Mood, el programador y cocreador del juego, lo describió como un "éxito accidental".

## Cómo jugar
Bendy and the Ink Machine es un juego de terror y supervivencia que utiliza una combinación de resolución de rompecabezas, exploración del entorno y combate para ayudar a Henry en su viaje a través del estudio de animación. Los jugadores exploran a través de una vista en primera persona y tienen acciones físicas limitadas, como correr y saltar. Se pueden recopilar diferentes elementos, algunos de los cuales son requeridos para realizar diversas tareas antes de continuar. Latas de sopa de tocino (una referencia al creador del juego, TheMeatly, y su compañero, Mike Mood) también pueden ser recogidas tanto para desbloquear logros como para restaurar la salud de Henry si es lesionado.
Principalmente, el combate se centra en una variedad de diferentes armas basadas en combate cuerpo a cuerpo, como un hacha o una pipa, o armas de largo alcance como una ametralladora. Todos los enemigos en el juego tienen diferentes niveles de fuerza y resistencia al daño, obligando a los jugadores a ser tácticos para mantenerse fuera de alcance y golpear cuando sea necesario. Henry puede esconderse dentro de armarios cuando haya enemigos cerca para recuperarse o permanecer fuera de su vista. Si recibe demasiado daño, el jugador puede escapar de la tinta que lo consume y reaparecer en una de las numerosas estatuas de Bendy que actúan como puntos de control.
Además, los jugadores pueden encontrar numerosos registros de audio en todo el estudio que brindan más detalles sobre la historia del juego, en particular sobre el destino del estudio y sus empleados, similar a los sistemas utilizados en juegos como BioShock. Algunos de estos registros se encuentran escondidos y requieren una exploración adicional para descubrir las áreas secretas en las que a menudo residen.
Niños entre 10 y 12 años les atrae el juego por su personaje y su terror.

## Argumento
Treinta años después de su jubilación, Henry Stein regresa a su antiguo estudio de animación, Joey Drew Studios, luego de recibir una invitación de su antiguo empleador, Joey Drew, para que le muestren algo importante. Llegando al estudio, Henry encuentra el lugar totalmente abandonado, descubriendo una gigantesca y misteriosa máquina de tinta, deduciendo que eso era lo que Joey quería mostrarle. Durante sus intentos por encenderla, un horrorizado Henry encuentra el cadáver mutilado de Boris, un lobo de dibujos animados y uno de los personaje del estudio.
Antiguas grabaciones de audio dejadas por el personal del estudio revelan que Joey estaba participando en extrañas prácticas ocultas mientras creaba la máquina. Después de completar los pasos necesarios para arreglar la máquina, Henry es repentinamente atacado por Bendy, un monstruoso demonio de dibujos animados y mascota del estudio. Henry intenta escapar de él mientras el estudio comienza a inundarse lentamente de tinta. Justo antes de llegar a la salida, el piso se derrumba debajo de Henry, enviándolo a una habitación subterránea donde encuentra un pentagrama satánico dibujado con tinta, antes de sufrir una serie de alucinaciones y desmayarse.
Luego de despertarse, Henry explora el departamento de música y la enfermería del estudio, encontrándose con hostiles criaturas de tinta conocidas como "Buscadores" y descubre que Sammy Lawrence, el director musical del estudio, aparentemente comenzó a adorar a Bendy como una deidad después de la instalación de la máquina de tinta. Tras drenar una escalera inundada de tinta para escapar, Henry es noqueado por un corrompido Sammy que se ha transformado en una criatura de tinta. Con la esperanza de restaurar su humanidad, Sammy planea sacrificar a Henry ante Bendy como una ofrenda.
Sin embargo, el ritual falla cuando Sammy es atacado y aparentemente asesinado por Bendy. Liberándose de sus ataduras, Henry vuelve a escapar de Bendy, encerrándose en una habitación donde se encuentra con Boris vivo, y ambos se esconden en una habitación segura. Decididos a encontrar una salida, ambos ingresan al departamento de fabricación de juguetes del estudio donde se encuentran con Alice Angel, una desfigurada ángel de dibujos animados creada tras corromper a la actriz de voz del personaje, Susie Campbell. 
Separándose brevemente de Boris, Henry sigue a Alice Angel hasta su guarida, donde ella explica que ha estado sacrificando a otros dibujos animados, incluyendo varios clones de Boris, para mejorar su apariencia deformada, ofreciéndole su libertad a Henry a cambio de algunos "favores". Durante estas tareas, Henry es atacado frecuentemente por Bendy vagando por los pasillos; los Buscadores; versiones deformadas de la Pandilla Carnicera, un trío de villanos de dibujos animados; y una criatura humanoide hecha de tinta llamada "el Proyeccionista", creado tras corromper al proyeccionista del estudio, Norman Polk.
Cuando todas las tareas son completadas, Henry y Boris ingresan a un ascensor para escapar, pero Alice Angel revela sus intenciones de sacrificar a Boris para restaurar su apariencia, causando que el ascensor colapse y se estrelle. Mientras Boris intenta despertar a un inconsciente Henry, es repentinamente arrastrado por Alice Angel a la oscuridad. Henry despierta entre los restos del ascensor estrellado, decidiendo ir a buscar a Boris; mientras recorre la biblioteca del estudio, Henry se encuentra con varias criaturas benévolas de tinta conocidas como "los Perdidos", que antiguamente eran empleados del estudio, desesperados por volver a casa.
Finalmente, Henry llega a un gran almacén subterráneo que alberga prototipos para el parque temático de "Bendy Land", creado por el diseñador del estudio, Bertrum Piedmont. Henry comienza a devolver la energía al almacén para poder acceder a una casa embrujada donde Boris se encuentra atrapado, pero es atacado por un corrompido Bertrum encerrado dentro de una atracción del parque, siendo forzado a destruirlo. Poco después, Henry es nuevamente atacado por el Proyeccionista, pero Bendy aparece y asesina a la criatura, pareciendo salvarlo.
Entrando en la casa embrujada, Henry descubre que Alice Angel ha transformado a Boris en un descomunal monstruo, viéndose obligado a matarlo. Una enfurecida Alice Angel corre hacia Henry en un intento por matarlo con sus propias manos, solo para ser atravesada por una espada perteneciente a una segunda Alice Angel llamada Allison Angel y otro clon de Boris con un brazo mecánico llamado Tom, quienes encierran a Henry en su escondite, inseguros de dejarlo salir. Después de un tiempo en cautiverio, Henry gana su confianza lo suficiente como para recibir un espejo que revela mensajes ocultos dejados por empleados que intentaban escapar del estudio.
Pronto, Bendy descubre el escondite y Henry escapa, usando un bote de remos para cruzar un gran río de tinta, encontrando un pueblo hecho por las criaturas de tinta. Sin previo aviso, un enfurecido Sammy, revelando haber sobrevivido a su encuentro con Bendy, ataca salvajemente a Henry, pero es asesinado por Tom. Después de pelear contra un gran ejército de Buscadores y Perdidos junto a Allison y Tom, Henry se separa de ellos tras caer en las oficinas administrativas del estudio.
Con más mensajes ocultos diciendo que consiga algo dentro de la bóveda de vídeos del estudio, Henry encuentra más grabaciones de audio revelando la verdad sobre la caída del estudio: Joey ordenó la construcción de la máquina de tinta después de que el estudio comenzó a tener dificultades financieras con la disminución de las ventas de sus dibujos animados. Su esperanza era usar la máquina para que los dibujos animados cobraran vida en el mundo real y pudieran interactuar con las personas. El primer intento de hacer esto resultó en Bendy, rechazado como una abominación debido a su falta de alma, después de lo cual Joey decidió usar las almas de sus empleados para mejorarlos, resultando en las criaturas de tinta y la bancarrota del estudio.
Henry abre la bóveda, donde otro mensaje oculto revela que Bendy ha tomado algo de allí. Después de reunirse con Allison y Tom, Henry se despide de ellos al decidir aventurarse en la guarida de Bendy, la mismísima máquina de tinta, para recuperar el objeto, encontrando una grabación de audio dejada por Joey. El propietario del estudio revela que lo único que realmente puede destruir a Bendy es el objeto robado: un rollo de película con el último capítulo de sus dibujos animados. De repente, Bendy aparece, transformándose en una gigantesca y terrorífica bestia de tinta para evitar que Henry reproduzca el rollo.
Logrando evadir los ataques del demonio, Henry inserta el rollo en un proyector donde Bendy se ve obligado a verlo, desintegrándose mientras la máquina de tinta es totalmente destruida. Repentinamente, el juego cambia del estudio al interior de una casa llena de cartas y bocetos relacionados con los personajes y acontecimientos del juego. Henry camina a la cocina, donde se encuentra con un anciano Joey esperando para hablar con él sobre cómo tomaron dos caminos diferentes para llegar a este punto.
Finalmente, Joey le dice a Henry que debe visitar el estudio de animación, ya que tiene algo importante que mostrarle. Cuando Henry abre la puerta, se encuentra entrando al estudio al comienzo del juego, repitiendo sus primeras líneas.
En una escena después de los créditos, la cámara se enfoca en una imagen de Bendy, Boris y Alice Angel que Henry le regaló a Joey por el gran éxito de sus personajes. Con la vista de una oxidada máquina de tinta en la esquina, la voz de una niña le pide a su "tío Joey" que le cuente otra historia. Debido a esto, algunos teorizan que el juego se trata de un sueño. 

## Personajes
El personaje del jugador y protagonista del juego es Henry Stein (interpretado por theMeatly), antiguo animador de Joey Drew Studios, quien regresa al estudio treinta años después de renunciar a la compañía. Debido a que el juego es jugado a través de una perspectiva en primera persona, la apariencia física de Henry es desconocida.
Joey Drew (interpretado por David Eddings), el director ejecutivo del estudio, invita a Henry a regresar al edificio. Introduciendo la máquina de tinta en el estudio, Joey comenzó a mostrar un peculiar comportamiento a su alrededor, siendo descrito como un "hombre de ideas, pero nada más" por Henry. Otros personajes lo ven como un empleador poco ético y exigente perfeccionista, sin preocuparse de las condiciones de trabajo de sus empleados. Aunque actúa como un soñador excéntrico, el cuarto capítulo del juego prueba que esto solo es un engaño a través de una grabación; a Joey realmente se le presenta como un individuo cínico y codicioso que solo se preocupa por su propio éxito al atraer personas con la falsa promesa de cumplir sus sueños. El creador del juego, theMeatly, describió el mayor y peor defecto de Joey como su "deseo infinito de hacer posible lo imposible".
Otros miembros del personal del estudio son presentados a través de grabaciones de audio. Estos incluyen a Wally Franks (interpretado por theMeatly), el conserje del estudio; Thomas Connor (interpretado por Mike Mood), un reparador que construyó la máquina de tinta; Sammy Lawrence (interpretado por Aaron Landon), el director musical del estudio, que actúa como antagonista en el segundo capítulo, adorando a Bendy como una deidad, y regresando en el quinto capítulo; Jack Fain (interpretado por Bookpast), el letrista del estudio, transformado en un Buscador "hinchado" en el segundo capítulo; Norman Polk (interpretado por theMeatly), el operador de proyectores del estudio, transformado en un monstruo conocido como "el Proyeccionista", apareciendo en el tercer y cuarto capítulo; Grant Cohen (interpretado por Will Ryan, conocido como DAGames en YouTube), el contador financiero del estudio; Shawn Flynn (interpretado por Seán McLoughlin, conocido como Jacksepticeye en YouTube), el diseñador de juguetes irlandés del estudio; Bertrum Piedmont (interpretado por Joe J. Thomas), el arquitecto de un parque temático, quien aparece como antagonista en el cuarto capítulo; Lacie Benton (interpretada por Lani Minella), la ingeniera del estudio; y las actrices de voz del personaje de Alice Angel, Susie Campbell (interpretada por Alanna Linayre) y su reemplazo, Allison Pendle (interpretada por Lauren Synger).
Susie desempeña un importante papel antagónico en el tercer y cuarto capítulo, apareciendo como una malévola y deformada versión de Alice Angel. A través de las grabaciones de audio, se revela que ella fue reemplazada sin saberlo con Allison como la nueva actriz de voz de Alice Angel, lo que la hizo culpar a Joey por engañarla. Susie mata a numerosos dibujos animados, cosechando sus entrañas para convertirse en una encarnación "perfecta" de sí misma, dirigiéndose específicamente a Boris, un lobo de dibujos animados. Allison aparece en el cuarto y quinto capítulo como una versión heroica de Alice Angel, conocida como "Allison Angel".
A lo largo del juego, Henry se encuentra con numerosos miembros del personal, transformados en monstruos hechos de tinta, o transformados en corrompidos dibujos animados del estudio. Varios de estos empleados aparecen en el cuarto capítulo, siendo conocidos como "los Perdidos", pero no muestran hostilidad hacia el jugador, aunque se vuelve antagónicos en el quinto capítulo después de la muerte de Sammy. Los enemigos comunes del juego son los "Buscadores", aunque otras variantes aparecen en las batallas contra jefes.
El estudio ha creado varios personajes de dibujos animados ficticios que protagonizaron exitosos cortos animados mudos. El personaje titular es Bendy, un travieso demonio de dibujos animados y mascota del estudio, que aparece como el principal antagonista del juego. De hecho, el nombre de Bendy era un error tipográfico, creado cuando el programa de modelado en 3D, Blender, guardó el modelo del personaje con ese nombre. El quinto capítulo reveló que Bendy fue una creación experimental y sin alma de la máquina de tinta para traer a los dibujos animados al mundo real, siendo la única encarnación de Bendy creada en la máquina.
Boris aparece como varios personajes en el juego. En el segundo capítulo, el jugador se encuentra con una versión benévola de Boris, que acompaña a Henry a lo largo del tercer capítulo. Otros clones de Boris se encuentran muertos en el primer y tercer capítulo, utilizados por Susie para lograr su "perfección". Ella captura a Boris al final del tercer capítulo, transformándolo en una monstruosa y agresiva criatura en el cuarto capítulo, obligando al jugador a luchar contra él en una batalla de jefes. Otro Boris mecanizado llamado "Tom" aparece al final del cuarto capítulo y en el quinto capítulo, acompañando a Allison e implicado en ser Thomas Connor.
La ya mencionada Alice Angel debutó en el segundo capítulo, con theMeatly describiéndola como "toda una mujer". El tercer capítulo presentó a la Pandilla Carnicera, un trío de dibujos animados que actúan como villanos en los cortos animados de Bendy: Charley, un humanoide no identificado; Barley, un marinero; y Edgar, una araña. Ellos aparecen como antagonistas a partir del tercer capítulo como versiones deformadas de sí mismos, denominados "Piper", "Fisher" y "Striker", respectivamente.

## Bendy in Nightmare Run!
Un spin-off para móviles titulado Bendy in Nightmare Run! fue anunciado el 26 de enero de 2018 y fue lanzado para Android e iOS el 15 de agosto de 2018. Desarrollado por Karman Interactive junto a Joey Drew Studios Inc. y PhatMojo, Bendy in Nightmare Run! presenta las versiones animadas de Bendy, Boris y Alice Angel en un juego estilo "carrera sin final", con cuatro niveles con un diferente "jefe" monstruo de dibujos animados, así como artículos coleccionables y potenciadores, incluyendo latas de sopa de tocino que actúan como monedas para comprar habilidades, mejoras y posibles actualizaciones futuras. Como un bendy más surrealista y enojado.

## Otros medios

### Cortos animados
Vídeos oficiales de una serie de cortometrajes animados basados en Bendy and the Ink Machine se han publicado desde el canal de YouTube de theMeatly, con animación realizada por la animadora, Timethehobo. El primer cortometraje animado, Tombstone Picnic, fue lanzado como parte de la revelación del tráiler del tercer capítulo el 11 de agosto de 2017. El segundo cortometraje, Haunted Hijinx, fue lanzado el 31 de octubre de 2017 para celebrar Halloween. El tercer cortometraje, Snow Sillies, fue lanzado el 24 de diciembre de 2017 para celebrar Navidad. Un segundo cortometraje navideño, Cookie Cookin, fue lanzado el 24 de diciembre de 2018, un año después del lanzamiento de Snow Sillies.
Uno de los canales de Rooster Teeth, Screwattack, enfrentó a Bendy contra el protagonista titular de Cuphead en una pelea animada en su serie web, DBX.

### Crossovers
Un crossover de Halloween, Hello Bendy, fue lanzado para el juego el 27 de octubre de 2017 por un tiempo limitado, presentando al antagonista de Hello Neighbor tomando el papel de Bendy en los tres primeros capítulos e incluso reemplazando a Sammy Lawrence en el segundo capítulo. El crossover terminó a finales de octubre de ese año.
El cocreador del juego, Mike Mood, ha hablado sobre querer hacer un crossover con el videojuego Cuphead, que también utiliza animación rubber hose.

### Mercancía
Debido al gigantesco éxito de Bendy and the Ink Machine, la mercancía de Bendy es producida por dos compañías de comercialización, PhatMojo y Funko. Los productos fabricados por estas compañías incluyen peluches, juguetes, clips para colgar, ropa, figuras de acción, mochilas, entre otros. Todos los demás productos también se pueden comprar en la tienda en línea oficial de Joey Drew Studios Inc.

### Libros
Una guía titulada Joey Drew Studios Employee Handbook fue publicada por Scholastic el 30 de julio de 2019.
El 1 de septiembre de 2020 se publicó un libro titulado "Bendy Crack-up Comics Collection" escrito por Vannotes y publicada por Scholastic

### Build Our Machine
"Build Our Machine" es una canción para fans escrita e interpretada por el artista musical de YouTube DAGames para el videojuego de terror de 2017 Bendy and the Ink Machine.  La canción se canta desde el punto de vista del propio Bendy, cantando sobre la inevitable desaparición del oyente / jugador.
TheMeatly, el creador del juego, disfrutó tanto de la canción que la versión instrumental de la canción (también publicada por DAGames) se incluyó como un huevo de Pascua en el juego.  Después de encontrar la oficina de Sammy Lawrence, los jugadores pueden interactuar con la radio para escuchar la canción.
Aunque es un solo desde el punto de vista de Bendy, la canción incluye coros, a veces diciendo, "Bendy, oh Bendy".

### Adaptación cinematográfica
El 25 de diciembre de 2023, se anunció en la cuenta oficial de Twitter/X del juego una adaptación cinematográfica basada en el juego, que actualmente está en proceso.